# Панајотис Фасулас
Панајотис Фасулас (рођен 12. маја 1963. године у Солуну) је бивши грчки кошаркаш. Играо је на позицији центра и био дугогодишњи грчки репрезентативац. Са екипом Олимпијакоса био је победник Евролиге 1997. године.

## Каријера
Фасулас је колеџ каријеру провео у САД играјући кошарку на Универзитету Северна Каролина. У сезони 1986. одиграо је 29 утакмица са просеком од 2,8 поена, 3,2 скокова али и 1,8 блокада по мечу, по чему је био најбољи у тиму. 1986. био је изабран на НБА драфту од Портланда као 37. пик у другој рунди, али никада није забележио нити један наступ у НБА лиги.

### Професионална каријера
Целу своју професионалну каријеру провео је Грчкој играјући само за два клуба: ПАОК и Олимпијакос. Са ПАОК-ом је освојио Куп Радивоја Кораћа 1991. године. Са Олимпијакосом је освојио Евролигу и триплу круну 1997. године. Поред ова два најзначајнија трофеја освојио је комбиновано у оба клуба 5 националних титула и три национална купа. Године 1994. и 1995. био је проглашен за најбољег играча Грчке лиге.

### Репрезентација
За репрезентацију Грчке одиграо је 244 утакмице бележећи просеčно 9,77 поена по утакмици. Са њом је освојио једну златну и једну сребрну медаљу на Европским првенствима.

## Политичка каријера
По престанку кошаркашке каријере посветио се политичкој, придружујући се грчкој партији ПАСОК. Пуно је допринео организацији Олимпијских игара у Атини 2004. године. Био је градоначелник Пиреја од 2006. до 2010. године.